# ووکاشین یوانوویچ
ووکاشین یوانوویچ (سیریلیک صربی: Вукашин Јовановић؛ زادهٔ ۱۷ مهٔ ۱۹۹۶) یک بازیکن فوتبال اهل صربستان است که در پست مدافع مرکزی برای زنیت سن پترزبورگ در لیگ برتر بازی می‌کند.

## باشگاهی
از باشگاه‌هایی که در آن بازی کرده‌است می‌توان به ستاره سرخ بلگراد اشاره کرد.

## تیم ملی
وی همچنین به همراه تیم ملی فوتبال زیر ۲۰ سال صربستان قهرمان مسابقات جام جهانی زیر ۲۰ سال ۲۰۱۵ در نیوزیلند شد.